# 福田地域 (岡山市)
福田地域（ふくだちいき）は、岡山県岡山市南区にある地域である。かつての都窪郡福田村（ふくだそん）に相当する。1971年3月8日に岡山市に編入合併した。
なお、同市南区内には大字の福田が存在しているが、当地区とは別になる（旧福浜村の一部で、現在の岡南地区の一部）。

## 概要
岡山市南区役所福田地域センターが管轄する南区大福・古新田・妹尾崎・山田が該当地域となっている（南区福田は管轄外）。かつては都窪郡福田村であったが、1971年3月8日に岡山市へ編入合併された。なお福田の名称は、福田村合併前に存在した大福村・山田村から一字ずつ取って繋ぎ合わせた合成地名である。
地区内を国道2号、県道21号が通る。近年は急速に宅地開発が続き、市南西部郊外のベッドタウンとなっている。

## 地理
地区の大部分は平地となっているが、南西部の妹尾と接するあたりは丘陵地となっている。北部の北区吉備との境界を足守川が流れ、北東部で笹ヶ瀬川と合流している。

## 行政
岡山市南区役所の出先機関である福田地域センターが南区古新田に存在し、戸籍関係（出生・死亡届等）、税金関係等一般の業務を扱う総務民生課が置かれている。2009年4月1日の政令市移行までは岡山市役所福田支所として使用された。
建物は1928年（昭和3年）に福田村役場として建築された庁舎を引き続き使用していたが、2018年5月14日に新庁舎が福田公民館南側に移転したことに伴い解体された。

## 学校
- 岡山市立福田小学校
- 岡山市立福田中学校

## 交通
鉄道
- 地区内を宇野線（瀬戸大橋線）が通るが鉄道駅は存在しない

道路
- 国道
  - 国道2号岡山バイパス
  - 国道180号岡山西バイパス

- 県道
  - 岡山県道21号岡山児島線
  - 岡山県道61号妹尾御津線
  - 岡山県道151号妹尾吉備線
  - 岡山県道152号倉敷妹尾線